# Wanda Jerominówna
Wanda Jerominówna (ur. 18 listopada 1888 w Warszawie, zm. po 18 października 1944 w KL Ravensbrück) – polska taterniczka, jedna z najwybitniejszych wspinaczy przed I wojną światową.

## Życiorys
Od 1908 r. była członkiem Sekcji Turystycznej Towarzystwa Tatrzańskiego. Wspinała się m.in. z Aleksandrem Znamięckim, Mariuszem Zaruskim, Mieczysławem Świerzem oraz braćmi Aleksandrem i Kazimierzem Schielami.
W latach 1908–1912 uczestniczyła w przejściach nowymi drogami na Rumanowy Szczyt, Żabią Lalkę, Chłopek, Mnich (jako druga kobieta), Kozi Wierch, Smoczy Szczyt i Wysoką. Jej najwybitniejszym osiągnięciem było pierwsze wejście na Igłę w Żabiem, (obecnie Apostoł I w Grani Apostołów). Później turnię tę nazwano jej imieniem, po niemiecku Wandaturm i po węgiersku Wanda-torony. Za najtrudniejsze pierwsze wejście taterniczki uważa się drogę wprost od wschodu na Przełęcz nad Czerwonym Żlebem między Szatanem a Pośrednią Basztą (Grań Baszt). Uczestnicy tego przejścia omal nie zginęli, napotkane trudy i niebezpieczeństwa Mariusz Zaruski opisał w opowiadaniu „Walka na śmierć”. Ostatnią nową drogę wspinaczka przeszła z Mieczysławem Świerzem w 1921 r., na Wołową Turnię od północy.
Wanda Jerominówna była utalentowaną pianistką. Nigdy nie wyszła za mąż, informacje jakoby była zaręczona z kompozytorem Mieczysławem Karłowiczem, który zginął w Tatrach, okazały się nieprawdziwe. Zmarła w hitlerowskim obozie koncentracyjnym Ravensbrück (KL) prawdopodobnie w 1945 r.